# Kompaniivka (huyện)
Huyện Kompaniivka (tiếng Ukraina: Компаніївський район, chuyển tự: Kompaniivkas’kyi raion) là một huyện của tỉnh Kirovohrad thuộc Ukraina. Huyện Kompaniivka có diện tích 967 km², dân số theo điều tra dân số ngày 5 tháng 12 năm 2001 là 18322 người với mật độ 19 người/km2. Trung tâm huyện nằm ở Kompaniivka.